# Presidents Cup
La Presidents Cup est un trophée de golf mis en jeu tous les deux ans que se disputent les États-Unis et le reste du monde dans un tournoi par équipes, hormis l'Europe puisqu'elle dispute déjà la Ryder Cup.

## Le tournoi
Cette compétition se déroule tous les deux ans, en alternance avec la Ryder Cup. Se déroulant initialement les années paires, elle a lieu depuis 2003 les années impaires, l'édition de 2001 de la Ryder Cup ayant été repoussée en 2002 en raison des attentats du 11 septembre 2001. La compétition a retournée aux années paires à cause de la Pandémie de Covid-19 en 2020.
De même que la Ryder Cup, chaque équipe est composée d'un capitaine qui, en général, ne dispute pas de rencontres et de douze joueurs.

## Format
Le format utilisé a évolué depuis la première édition en 1994, néanmoins la trame reste sensiblement la même, avec quatre sessions de double disputées en alternance en fourballs et foursomes, avant de finir par 12 simples. Les matchs se disputent en Match-Play.
| Année     | Jour 1      | Jour 1      | Jour 2      | Jour 2      | Jour 3      | Jour 3      | Jour 4     | Total Points |
| Année     | Matin       | Après-midi  | Matin       | Après-midi  | Matin       | Après-midi  | Jour 4     | Total Points |
| --------- | ----------- | ----------- | ----------- | ----------- | ----------- | ----------- | ---------- | ------------ |
| 1994–1996 | 5 fourballs | 5 foursomes | 5 fourballs | 5 foursomes | 12 simples  | 12 simples  | n/a        | 32           |
| 1998      | 5 foursomes | 5 fourballs | 5 foursomes | 5 fourballs | 12 simples  | 12 simples  | n/a        | 32           |
| 2000      | 5 foursomes | 5 foursomes | 5 fourballs | 5 foursomes | 5 fourballs | 5 fourballs | 12 simples | 32           |
| 2003      | 6 foursomes | 6 foursomes | 5 fourballs | 5 foursomes | 6 fourballs | 6 fourballs | 12 simples | 34           |
| 2005–2011 | 6 foursomes | 6 foursomes | 6 fourballs | 6 fourballs | 5 foursomes | 5 fourballs | 12 simples | 34           |
| 2013      | 6 fourballs | 6 fourballs | 6 foursomes | 6 foursomes | 5 fourballs | 5 foursomes | 12 simples | 34           |
| 2015–2017 | 5 foursomes | 5 foursomes | 5 fourballs | 5 fourballs | 4 foursomes | 4 fourballs | 12 simples | 30           |

## Presidents Cup

### Palmarès
| Année | Lieu                                                                          | Vainqueurs                                             | Score     | Vaincus               | Capitaines                     |
| ----- | ----------------------------------------------------------------------------- | ------------------------------------------------------ | --------- | --------------------- | ------------------------------ |
| 1994  | Robert Trent Jones Golf Club Gainesville, Virginie                            | États-Unis                                             | 20 - 12   | Équipe internationale | Hale Irwin David Graham        |
| 1996  | Robert Trent Jones Golf Club Gainesville, Virginie                            | États-Unis                                             | 16½ - 15½ | Équipe internationale | Arnold Palmer Peter Thomson    |
| 1998  | Royal Melbourne Golf Club Melbourne, Victoria, Australie                      | Équipe internationale                                  | 20½ - 11½ | États-Unis            | Jack Nicklaus Peter Thomson    |
| 2000  | Robert Trent Jones Golf Club Gainesville, Virginie                            | États-Unis                                             | 21½ - 10½ | Équipe internationale | Ken Venturi Peter Thomson      |
| 2003  | Fancourt Hotel and Country Club Estate George, Cap-Occidental, Afrique du Sud | États-Unis Égalité, Les États-Unis conservent la coupe | 17 - 17   | Équipe internationale | Jack Nicklaus Gary Player      |
| 2005  | Robert Trent Jones Golf Club Gainesville, Virginie                            | États-Unis                                             | 18½ - 15½ | Équipe internationale | Jack Nicklaus Gary Player      |
| 2007  | Royal Montreal Golf Club Montréal, Québec, Canada                             | États-Unis                                             | 19½ - 14½ | Équipe internationale | Jack Nicklaus Gary Player      |
| 2009  | TPC Harding Park San Francisco, Californie                                    | États-Unis                                             | 19½ - 14½ | Équipe internationale | Fred Couples Greg Norman       |
| 2011  | Royal Melbourne Golf Club Melbourne, Victoria, Australie                      | États-Unis                                             | 19 - 15   | Équipe internationale | Fred Couples Greg Norman       |
| 2013  | Muirfield Village Dublin, Ohio                                                | États-Unis                                             | 18½ - 15½ | Équipe internationale | Fred Couples Nick Price        |
| 2015  | Jack Nicklaus Golf Club Korea Incheon, Sudogwon, Corée du Sud                 | États-Unis                                             | 15½ - 14½ | Équipe internationale | Jay Haas Nick Price            |
| 2017  | Liberty National Golf Club Jersey City, New Jersey                            | États-Unis                                             | 19 - 11   | Équipe internationale | Steve Stricker Nick Price      |
| 2019  | Royal Melbourne Golf Club Melbourne, Victoria, Australie                      | États-Unis                                             | 16 - 14   | Équipe internationale | Tiger Woods Ernie Els          |
| 2022  | Quail Hollow Club Charlotte, Caroline du Nord                                 | États-Unis                                             | 17½ - 12½ | Équipe internationale | Davis Love III Trevor Immelman |
| 2024  | Club de golf Royal Montréal Montréal, Québec, Canada                          | États-Unis                                             | 18½ - 11½ | Équipe internationale | Jim Furyk Mike Weir            |

### Évènements futurs
- 2026  Medinah Country Club, Medinah, Illinois
- 2028  Kingston Heath Golf Club, Melbourne, Victoria, (Australie)
- 2030  Bellerive Country Club, Town and Country, Missouri

## Junior Presidents Cup

### Palmarès
| Année | Lieu                                                        | Vainqueurs | Score   | Vaincus               | Capitaines                    |
| ----- | ----------------------------------------------------------- | ---------- | ------- | --------------------- | ----------------------------- |
| 2017  | Plainfield Country Club Edison, New Jersey                  | États-Unis | 14 - 10 | Équipe internationale | David Toms Trevor Immelman    |
| 2019  | Royal Melbourne Golf Club Melbourne, Victoria, Australie    | États-Unis | 13 - 11 | Équipe internationale | Justin Leonard Stuart Appleby |
| 2022  | Myers Park Country Club Charlotte, Caroline du Nord         | États-Unis | 13 - 11 | Équipe internationale | Notah Begay III Tim Clark     |
| 2024  | Club Laval-sur-le-Lac (Parcours Bleu) Laval, Québec, Canada | États-Unis | 15 - 09 | Équipe internationale | Charley Hoffman Graham DeLaet |

### Événements futurs
- 2026 TBA.
- 2028 TBA.
- 2030 TBA.

## Autres tournois similaires dans le monde du golf
- Seve Trophy : Autre compétition masculine par équipes, se déroulant les années impaires, sous un format similaire à la Ryder Cup et mettant face à face le Royaume-Uni et l'Irlande opposés à l'Europe continentale.
- Hero Cup : Autre compétition masculine par équipes, se déroulant les années impaires, sous un format similaire à la Ryder Cup et mettant face à face le Royaume-Uni et l'Irlande opposés à l'Europe continentale.
- Royal Trophy : Autre compétition masculine par équipes, se déroulant tous les ans, sous un format similaire à la Ryder Cup et mettant face à face l'Europe opposée à l'Asie.
- EurAsia Cup : Autre compétition masculine par équipes, se déroulant les années paires, sous un format similaire à la Ryder Cup et mettant face à face l'Europe opposée à l'Asie.